# Stazione di Faleri
La stazione di Faleri è una stazione della ferrovia Roma-Civita Castellana-Viterbo.
Serve l'abitato di Faleri, frazione di Fabrica di Roma, in provincia di Viterbo. Si trova nelle immediate adiacenze delle rovine romane di Falerii.
Dal 1º luglio 2022 è gestita da ASTRAL.

## Movimento
La stazione è servita dai treni regionali svolti da Cotral nell'ambito del contratto di servizio con la regione Lazio.